# Церковь Иисуса Христа Святых последних дней на Кабо-Верде
Церковь Иисуса Христа Святых последних дней на Кабо-Верде относится к Церкви Иисуса Христа Святых последних дней и ее членам на Кабо-Верде. На конец 1989 года на Кабо-Верде насчитывалось 25 прихожан, а в 2019 году насчитывалось 15 780 прихожан. На Кабо-Верде на душу населения приходится больше членов Церкви СПД, чем в Соединенных Штатах, а также больше прихожан на душу населения, чем в любой другой стране за пределами Океании и Южной Америки.

## История
Миссионеры впервые прибыли на Кабо-Верде в 1988 году. Впервые образовали сообщество в Прайе.
В 1998 году Гордон Б. Хинкли посетил острова и встретился с членами организации и правительственными чиновниками.

## Миссии
Существует единственная миссия в Прайе.

## Храмы
7 октября 2018 года президент церкви Рассел М. Нельсон объявил о строительстве храма в Прайе, Кабо-Верде. 4 мая 2019 года был заложен фундамент для строительства.